# Poulan-Pouzols
Poulan-Pouzols är en kommun i departementet Tarn i regionen Occitanien i södra Frankrike. Kommunen ligger i kantonen Réalmont som tillhör arrondissementet Albi. År 2022 hade Poulan-Pouzols 486 invånare.

## Befolkningsutveckling
Antalet invånare i kommunen Poulan-Pouzols
| Referens: INSEE |